# Pierre Giraud
Pierre Giraud (Clermont, 11 de agosto de 1791 - Cambrai, 17 de abril de 1850) foi um cardeal do século XIX.

## Biografia
Nasceu em Clermont em 11 de agosto de 1791. De uma família de classe média. Filho de François Giraud, ex-militar que foi juiz de paz e comissário da polícia, e de Marie Gondau. Quando sua mãe morreu, ele foi enviado junto com seus irmãos para Riom, para a família de seu pai.
Estudou no Liceu de Clermont de 1804 a 1806; no Seminário de Clermont-Ferrand de 1807 a 1812; e no Seminário Saint-Sulpice, Paris, de outubro de 1812 a 1815).
Ordenado, 23 de setembro de 1815, capela do Seminário de Saint-Sulpice, Issy, por Étienne-Antoine de Bolougne, bispo de Troyes. Na diocese de Clermont, 1815-1830, professor de seu Seminário Menor; pastor por muitos anos; pároco da catedral, janeiro de 1823; vigário geral. Pregou sermões quaresmais nas Tulherias, perante o rei da França, em 1825.
Eleito bispo de Rodez, 5 de julho de 1830. Consagrado, 30 de novembro de 1830, capela episcopal de Versalhes, por Luigi Lambruschini, CRSP, arcebispo titular de Berito, núncio na França, assistido por Jacques-Marie-Antoine-Célestin Dupont, bispo de Saint-Dié, e por Pierre Cottret, bispo titular de Caristo. Seu lema episcopal era Pax Vobis . Promovido à sé metropolitana de Cambrai, em 24 de janeiro de 1842.
Criado cardeal sacerdote no consistório de 11 de junho de 1847; recebeu chapéu vermelho, 23 de setembro de 1847; e título de S. Maria della Pace, 4 de outubro de 1847.
Morreu em Cambrai em 17 de abril de 1850. Exposto e enterrado na catedral metropolitana de Notre-Dame de Grâce, Cambrai. A oração fúnebre foi pronunciada pelo abade Hippolyte Noël. O elogio fúnebre foi feito na catedral metropolitana de Cambrai em 19 de junho de 1850 pelo reverendo padre A. Lefebvre, da Companhia de Jesus.